# Théâtre Hébertot
El théâtre Hébertot es una sala de espectáculos situada en el Boulevard des Batignolles, en el XVII Distrito de París. El teatro está registrado como monumento histórico desde el 11 de agosto de 1974 .

## Historia
El 10 de febrero de 1830, mediante un real decreto, se separó la ciudad de Clichy en dos municipios. El recién creado municipio de Batignolles-Monceaux, solicitó al Ministerio del Interior la construcción de una sala de espectáculos en el municipio.

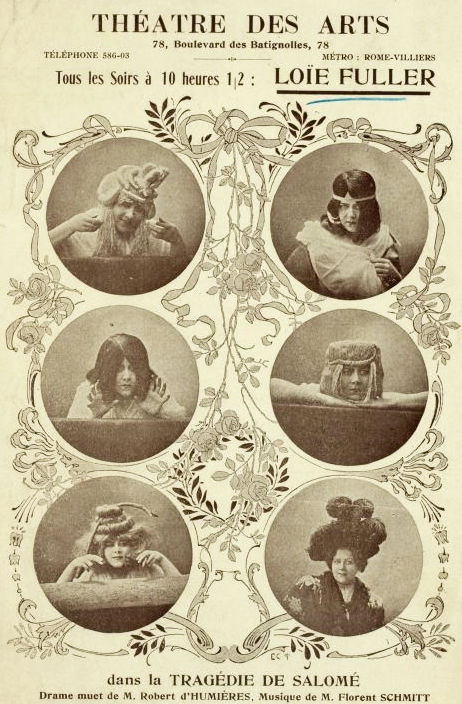
Programa de Théâtre des Arts. En la parte superior, el nombre de la bailarina estadounidense Loïe Fuller, protagonista del mimodrama La Tragédie de Salomé, libreto de Robert d'Humières, música de Florent Schmitt, creado el 9 de noviembre de 1907.

Sin embargo, la creación de esta sala estaba sujeta al respeto de un privilegio que databa de 1817, relativo a la gestión de los pequeños teatros de los alrededores de París, que había sido concedido, previa intervención de Luis XVIII, por el ministro de Interior al ex actor de vodevil Pierre-Jacques Seveste, que tras su muerte había pasado a sus hijos y herederos Edmond y Jules Seveste. Aunque este privilegio fue impugnado, los hermanos Seveste no tenían intención renunciar a la ventaja que les otorgaba. : exclusividad en las salas de espectáculos situadas fuera de las barreras del muro de Fermiers Générals en los municipios del Sena 
En 1830 se construyó un teatro desmontable, bajo la dirección de Besançon Souchet, en la calle Lemercier, proyectado por el arquitecto Torasse. Una descripción de la época indica : « en primer lugar para dar fiestas y bailes... El suelo, las estatuas, el parterre, todo es móvil. Media hora es suficiente para que dos hombres conviertan el salón de baile en una sala de espectáculos y viceversa. »
Souchet solicitó autorización de construcción, que el alcalde concedió. Sin embargo, se le impuso una multa de 500 francos por no haber obtenido la autorización del Ministerio del Interior. En mayo de 1833, Souchet se ve obligado a poner en venta su sala de espectáculos.
El 3 de julio de 1838, el Ministerio del Interior dio finalmente autorización oficial para construir un nuevo teatro en el Boulevard des Batignolles, entre Monceaux y Clichy. Los comerciantes y propietarios del municipio formaron una empresa con un capital de 175.000 francos, la construcción fue confiada al arquitecto Adolphe Azémar  y la dirección a los hermanos Sevestre, titulares de los privilegios de explotación de los teatros de Montparnasse, Montmartre y Belleville, por lo que originalmente se llamó “ teatro batignolles ".
En enero de  1842, los vecinos presentaron una petición a la oficina del rey: « …nuestras propiedades, nuestra industria, incluso nuestros placeres no pueden quedar a merced de los hermanos Sevestre que trafican con favores ministeriales en detrimento nuestro» . En respuesta, un decreto del ministro nombró a Sevestre director del teatro de 1843 a 1857.
El 13 de agosto de 1886, la compañía que regentaba el teatro fue declarada en quiebra. La gestión posterior del teatro no mejoró tras un cambio de dirección, lo que casi llevó a su desaparición.
El teatro pasó a manos de Maurice Landay en 1906, quien lo renombró “théâtre des Arts" en 1907. Fue dirigida por Robert d'Humières hasta 1909, presentando, al inicio de la temporada, La Tragédie de Salomé con Loïe Fuller .
Entre 1917 y 1935 fue dirigida por Rodolphe Darzens. Durante esta época pasaron por el escenario actores de la talla de Sacha Guitry, Edwige Feuillère, Georges Pitoëff, Ludmilla Pitoëff y Charles Dullin.
Adquirió su nombre definitivo en 1940 bajo la dirección del dramaturgo y periodista Jacques Hébertot quien lo dirigió hasta su muerte el 19 de junio de 1970. El teatro pasó brevemente a manos de su sobrino, François Daviel, que  murió prematuramente, pasando entonces a su heredera, Andrée Delattre.

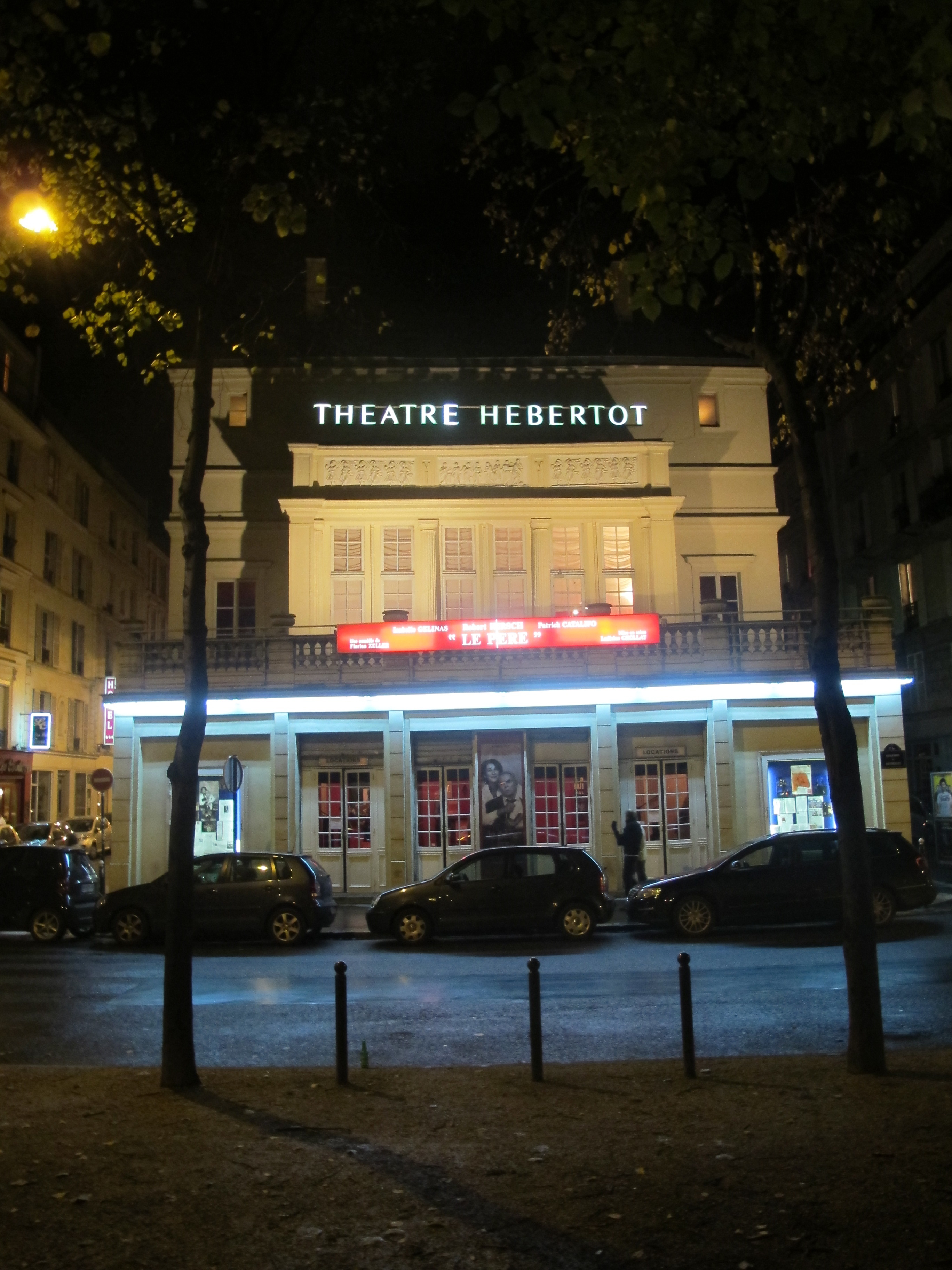
El teatro Hébertot, de noche.

En 1972, Simone Valère y Jean Desailly intentaron hacerse cargo del teatro, pero su propietaria, Andrée Delattre se negó a renovar el contrato de arrendamiento en 1973 y se lo confió a Patrick Barroux, quien realizó una importante reforma para cumplir con los requisitos de la comisión de seguridad. El teatro abrió sus puertas en 1976 con el nombre de Théâtre des Arts-Hébertot.
La dirección del teatro fue confiada en octubre de1982 al actor Jean-Laurent Cochet, quien intentó poner en escena grandes obras del repertorio e interpretar obras del patrimonio poético. Cochet puso a Serge Bouillon a cargo de la organización administrativa y técnica, mientras que él se ocupó de la parte artística, montando un estudio de teatro. La primera temporada ofreció 21 espectáculos diferentes, todos dirigidos por Cochet, y 330 representaciones, lo que le valió al teatro la reputación de " Comedia francesa bis ". Esta experiencia, demasiado ambiciosa dada la modesta subvención del ayuntamiento de París, finalizó después de tres temporadas. La dirección paso a manos de Alain de Leuseleuc en 1986 y después de Félix Ascot. Philippe Caubère estrenó allí dos espectáculos en 1988 y 1989.
Dotado de una sala de estilo italiano con 630 plazas, el teatro fue gestionado desde 2003 por Danièle y Pierre Franck, quienes crearon una segunda sala, el Petit-Hébertot, con una capacidad de 110 plazas, que fue confiada a la dirección artística a Xavier Jaillard en marzo de 2009. Bajo la dirección de Sylvia Roux a partir de junio de 2015, esta sala se convirtió en el Studio Hébertot.
En 2010, 50 teatros privados parisinos, unidos en la Asociación de Apoyo al Teatro Privado (ASTP) y en el Sindicato Nacional de Directores y Torneros de Teatro Privado (SNDTP), del que es miembro el teatro Hébertot, decidieron unir sus fuerzas bajo un lema común; "Teatros parisinos asociados".  En 2013, la fachada del teatro Hébertot sirvió de escenario a la película La Venus de las pieles de Roman Polanski.